# 이탈리아령 에리트레아
이탈리아령 에리트레아(이탈리아어: Eritrea italiana 에리트레아 이탈리아나[*]) 혹은 에리트레아 식민지(Colonia Eritrea 콜로니아 에리트레아[*])는 이탈리아 왕국의 첫 번째 식민지이다. 에티오피아에게 받은 땅이다. 1890년부터 1936년까지 존재했던 나라이다. 이탈리아령 에리트레아 덕분에 이탈리아가 식민지가 많아졌기도 하다. 이탈리아령 동아프리카 중 하나이기도 하다.

## 역사
1889년 이탈리아가 지지하던 메넬리크 2세가 에티오피아 제국의 황제로 즉위하였다. 이탈리아는 메넬리크 2세에게 협상을 제안하였다. 1890년 에티오피아와 이탈리아는 조약을 맺었다. 내용은 에티오피아가 이탈리아에게 에리트레아 지방을 준다는 것이다. 이렇게 해서 이탈리아는 에리트레아 지방을 가지게 되었다. 이탈리아는 첫 식민지에 많은 공장, 군대를 놓았다. 1891년에는 에리트레아 근처의 영국령 소말릴란드의 일부분도 점령하여 이탈리아령 소말리아를 만들었다. 그러나 1895년 이탈리아는 식민지를 만들겠다는 목적으로 에티오피아를 침략하여 제1차 이탈리아-에티오피아 전쟁을 일으켰으나 에티오피아군에게 크게 져서 국력이 약해졌다. 이탈리아는 이 패배를 만회하기 위하여 군대를 길렀다. 식민지 사람들도 군대에 가게 하여 군대를 더욱 늘렸다. 그 결과 1911년 이탈리아는 오스만 제국의 식민지를 침략하여 대승을 거두었다(이탈리아-투르크 전쟁). 이탈리아는 터키로부터 트리폴리, 리비아 등을 가져갔다. 1928년 베니토 무솔리니가 정권을 잡은 이후, 무솔리니는 아돌프 히틀러와 함께 세계 정복이라는 야심을 드러내며 다른 나라들을 침략했다. 1935년 이탈리아는 다시 에티오피아를 침략하면서 제2차 이탈리아-에티오피아 전쟁을 일으켰다. 이탈리아는 손쉽게 에티오피아를 정복하였다.
이탈리아가 에티오피아를 정복하면서 동아프리카에서 세력을 잡자, 1936년 무솔리니는 자신들의 동아프리카 식민지를 모두 합쳐 이탈리아령 동아프리카를 선언하였다. 이렇게 해서 이탈리아령 에리트레아도 이탈리아령 동아프리카 중 하나가 되었다.

## 문화와 사회
에리트레아는 원래 에티오피아 중 하나의 지방이다. 그래서 에리트레아는 에티오피아의 영향을 많이 받았다. 점령된 이후에는 이탈리아 장사꾼이 몰려들어 불공평한 장사도 하였다. 현재 에리트레아에는 2%의 이탈리아인이 살고 있다. 이탈리아의 첫 식민지였던 이탈리아는 이 식민지를 절대 빼았길 수 없도록 군사들을 많이 두었다. 그 결과 에리트레아는 1941년 독립할 때까지 이탈리아의 지배를 계속 받았다.

### 그 후
제2차 세계 대전 때는 이탈리아가 에리트레아를 이용해 중동에도 진출하고 여로 모로 많이 이용되었다. 1941년 이탈리아령 동아프리카가 분리되면서 에리트레아는 에티오피아와 함께 독립하였다.